# Municipio de Windsor (Carolina del Norte)
El municipio de Windsor (en inglés: Windsor Township) es un municipio ubicado en el  condado de Bertie en el estado estadounidense de Carolina del Norte. En el año 2010 tenía una población de 7.971 habitantes.

## Geografía
El municipio de Windsor se encuentra ubicado en las coordenadas 35°59′35.57″N 76°55′49.83″O / 35.9932139, -76.9305083.